# Sergio Martín García
Sergio Martín García (Granada, España, 8 de mayo de 1989) es un futbolista profesional formado en el Granada CF y que milita en la actualidad en el Ontinyent CF.

## Historia
Futbolista español, formado en las categorías inferiores de varios clubes de la provincia de Granada como UD Maracena y CD Imperio. Formó parte de diversas selecciones provinciales y universitarias, siendo integrante del equipo subcampeón de España de Selecciones Universitarias de Fútbol con la Universidad de Granada en 2011. Debutó en la Tercera División de la liga española con 16 años. Elegido en el equipo ideal del Grupo IX de Tercera División durante tres años consecutivos.
Consigue el ascenso a la Segunda División B con el Granada Club de Fútbol B en la temporada 2012-2013, siendo el segundo máximo goleador del equipo (14 goles) y el máximo goleador durante la liga de ascenso.
Ha participado en varios partidos amistosos con el primer equipo del Granada CF SAD, de la Primera División de la Liga de Fútbol Profesional. Destaca su pase a larga distancia, así como su potente disparo y pese a su posición en el campo es un notable goleador. El capitán del Granada CFB ha superado en 2015 el centenar de encuentros con el Granada club de Fútbol.
Reconocido por las peñas del Granada CF YNDA como mejor jugador de la temporada 2014-2015.
En la temporada 2016-2017 fichó  por el Racing Club de Ferrol SAD, equipo de fútbol de la ciudad de Ferrol, en la provincia de La Coruña (Galicia, España), histórico club fundado en 1919 y que cuenta entre sus éxitos con una final de Copa y 34 temporadas en Segunda División. En el mercado invernal fue traspasado al Club Deportivo El Ejido 2012, equipo de la Segunda División B.
En la temporada 2017-2018 fue incorporado a la disciplina del CD Badajoz, equipo de la segunda división B del fútbol español,  siendo el autor del primer gol del club en su regreso histórico a dicha categoría. Durante la temporada 2018-19 militó en el Ontinyent CF equipo histórico del fútbol español, fundado en 1931 y cuya formación está encuadrada en el grupo III de la segunda división B. Integrante de la selección AFE-España en el torneo FIFPro Lisboa-2019

## Equipos
| Club                    | Temporada           | Categoría           | Liga    | Copa    | Total   | Goles en Liga | Goles en Copa | Total Goles | Asistencias |
| Club                    | Temporada           | Categoría           | Jugados | Jugados | Jugados |               |               |             |             |
| ----------------------- | ------------------- | ------------------- | ------- | ------- | ------- | ------------- | ------------- | ----------- | ----------- |
| Granada C.F. B          | 2012-13             | Tercera División    | 39      | 0       | 39      | 14            | 0             | 14          | 13          |
| Granada C.F. B          | 2013-14             | Segunda División B  | 30      | 3       | 33      | 3             | 1             | 4           | 7           |
| Granada C.F. B          | 2014-15             | Segunda División B  | 34      | 1       | 35      | 2             | 0             | 2           | 6           |
| Granada C.F. B          | 2015-16             | Segunda División B  | 27      | 3       | 30      | 1             | 0             | 1           | 7           |
| Racing Club de Ferrol   | 2016-17             | Segunda División B  | 11      | 7       | 18      | 0             | 2             | 2           | 4           |
| Club Deportivo El Ejido | 2016-17             | Segunda División B  | 13      | 0       | 13      | 1             | 0             | 1           | 2           |
| Club Deportivo Badajoz  | 2017-18             | Segunda División B  | 21      | 0       | 21      | 1             | 0             | 1           | 4           |
| Ontinyent CF            | 2018-19             | Segunda División B  | 6       | 0       | 6       | 0             | 0             | 0           | 0           |
| Total en su carrera     | Total en su carrera | Total en su carrera | 181     | 14      | 195     | 22            | 3             | 25          | 43          |